# No Skin Off My Ass
No Skin Off My Ass to filmowa tragikomedia produkcji kanadyjskiej z 1991 roku, napisana, wyreżyserowana i zmontowana przez twórcę kina niezależnego Bruce’a LaBruce’a. Jest to debiutancki film fabularny LaBruce’a, nakręcony jako obraz czarno-biały. Reżyser występuje w nim w roli homoseksualnego fryzjera-punka. W filmie zagrały też członkinie post-punkowego zespołu Fifth Column, Caroline Azar i Beverly Breckenridge. Muzyk rockowy Kurt Cobain deklarował, że No Skin Off My Ass był jego ulubionym filmem.
Światowa premiera projektu nastąpiła 8 listopada 1991. W październiku 1993 komediodramat zaprezentowano widzom Baltimore Lesbian and Gay Film Festival. 19 sierpnia 1998 obraz miał swoją premierę we francuskich kinach. W listopadzie 2005 No Skin Off My Ass wyświetlono w ramach Hong Kong Lesbian and Gay Film Festival w Chinach.

## Opis fabuły
Bezimienny fryzjer-punk nawiązuje niekonwencjonalny romans z atrakcyjnym skinheadem, na którego punkcie ma obsesję. Związkowi temu przyklaskuje siostra członka kontrkultury, ekscentryczna członki Symbiotycznej Armii Wyzwolenia Jonesy.

## Obsada
- Bruce LaBruce − fryzjer
- G.B. Jones − Jonesy
- Klaus von Brücker − skinhead
- w pozostałych rolach: Caroline Azar, Beverly Breckenridge, Laurel Purvis, Kate Ashley i Jena von Brucker